# معركة مودون
معركة مودون وتعرف كذلك بمعركة ليبانتو الثانية هي معركة وقعت في تموز/يوليو عام 1500م كجزء من حرب 1499-1503 بين الدولة العثمانية وجمهورية البندقية. انتصر العثمانيون مرةً أخرى بعد أن انتصروا في معركة زونكيو (معركة ليبانتو الأولى/ معركة سابيينز) في السنة السابقة تحت قيادة القبطان كمال ريس.
قام البندقيون في كانون الثاني من عام 1499 بمهاجمة ليبانتو على أملِ استعادة أراضيهم المفقودةِ في البحر الأيوني. أبحر كمال ريس من كيفالونيا وأعاد أخذ ليبانتو من البندقيين. بقيَ القائد كمال رايس في ليبانتو بين نيسان وأيار عام 1500، حيث قام بإصلاح سُفنه بجيشِ من 15,000 حرفيٍ عُثماني جلبوا من المنطقة. من هُناك أبحر كمال ريس وقصف موانئ البندقية في جزيرة كورفو وفي تموز من العام 1500 استطاع هزيمة أسطول البندقية في معركة مودون والتي تعرف كذلك بمعركة ليبانتو الثانية. قصف كمال رايس قلعة مودون من البحر، وتمكن من أخذ البلدة. واشتبك لاحقاً مع الأسطولِ البندقي مقابل ساحل كوروني حيث تمكن من أخذ البلدةَ كما استولى على سفينة شراعية بندقية. ومن هناك أبحر القبطان كمال ريس نحو جزيرةِ سابيينتزا حيث أغرقَ السفينة البندقية «ليزا». في أيلول عام 1500 هاجم كمال ريس فويوسا وفي أكتوبر ظهر قرب رأس سانتا ماريا على جزيرةِ ليفكادا قبل أن ينهي الحملة ويعودُ إلى إسطنبول مركز الخلافة العثمانية في تشرين الثاني.
وبمعركة مودون استولى الأسطول والجيش العثماني بسرعة على أغلب أملاك البندقية في اليونان وخسرت البندقية مودون وكوروني، «عينا الجمهورية».
وصلت هجمات سلاح الفرسان العُثماني أراضي البندقية في شمال إيطاليا، وفي العام 1503 كان على البندقية أن تنشد السلام، وتَعْترفُ بالمكاسب العُثمانيةَ.